# Archidiocèse de Nagasaki
L'archidiocèse de Nagasaki (en latin : archidioecesis Nagasakiensis ; en japonais : カトリック長崎大司教区 / katorikku Nagasaki Daishikyōku) est une circonscription ecclésiastique de l’Église catholique au Japon. Créé comme vicariat apostolique du Japon méridional en 1876, il devient diocèse en 1891 et archidiocèse métropolitain en 1959. L’archevêque actuel (en 2021) est Mgr Peter Michiaki Nakamura.

## Territoire
L'archidiocèse de Nagasaki couvre la préfecture de Nagasaki. Il est divisé en soixante-douze paroisses. Le nombre de catholiques est estimé à 64000 (sur 1470000 habitants).

## Suffragants et province ecclésiastique
Siège métropolitain, l'archidiocèse de Nagasaki a pour suffragants les quatre diocèses de Fukuoka, Kagoshima (en), Naha (en) et Ōita. L'ensemble forme la province ecclésiastique de Nagasaki.

## Histoire

### Premier diocèse japonais
En 1588, un premier diocèse catholique est créé à Funai (aujourd’hui Oita) dans l’île de Kyushu (Japon). Situé dans la partie orientale de l’ile, Funai est visité par saint François Xavier à l’invitation du Seigneur de Bongo. En septembre 1551, ce dernier le reçoit très courtoisement dans son château. Xavier et ses compagnons sont autorisés à prêcher le christianisme. En 1553, Funai et ses environs comptent 600 à 700 chrétiens.
Les seigneurs de Bungo étant bienveillants et la communauté chrétienne augmentant, c’est à Funai qu’est créé, en 1588, le premier diocèse du Japon, le territoire étant détaché de celui de Macao. Sébastien de Morais, jésuite portugais en est le premier évêque.
Quatre évêques se succèdent à Funai, tous missionnaires jésuites. En 1633, lorsque Diego Correia Valente meurt, il n’est pas remplacé. En effet, la situation a radicalement changé. Dès la fin du XVIe siècle les persécutions commencent. Les missionnaires étrangers sont expulsés et les chrétiens sont sommés de renoncer publiquement à leur foi. L’événement le plus tragique est la mise à mort de 26 chrétiens. Le 5 février 1597 Paul Miki et ses compagnons sont crucifiés en public, à Nagasaki, dans une cérémonie faite pour décourager tous ceux qui souhaiteraient suivre la nouvelle religion. Les chrétiens entrent dans la clandestinité. Le christianisme disparaît officiellement en 1614. Après 1633 le diocèse n’existe plus.

### Rétablissement de l’Église catholique
Au milieu du XIXe siècle des prêtres des Missions étrangères de Paris s’établissent à Nagasaki, préfecture importante sur le flanc occidental de la même île de Kyushu. Bernard Petitjean y construit l'église d'Ōura en 1864, connue aujourd’hui comme l’église des 26 martyrs.
En mars 1865, un an après la consécration de l’église, il reçoit la visite de fermiers d’Urakami qui après avoir visité l’église lui demandent : « Où se trouve la statue de la Sainte Mère Marie ? » Guidés auprès de la statue, les fermiers sont profondément émus et s’exclament : « Oh, l’image de la Sainte Marie. Elle tient dans ses bras le saint enfant Jésus ». Ils confient au prêtre médusé : « Nous avons la même foi que vous ». Cet épisode de la découverte de crypto-chrétiens, ceux que l’on appelle les Kakure Kirishitan (隠れキリシタン, « chrétiens cachés »), ouvre la voie au catholicisme moderne.
Le vicariat apostolique du Japon méridional est créé le 22 mai 1876. Bernard Petitjean, des Missions étrangères de Paris, en est le premier vicaire. Le 15 juin 1891 le vicariat est érigé en diocèse par Léon XIII (bref Non maius nobis) et prend le nom de Nagasaki. Étant donné l’augmentation de diocèses sur l’ile de Kyushu (par partitions successives de celui de Nagasaki) ce dernier est fait Archidiocèse métropolitain par Jean XXIII le 4 mai 1959.

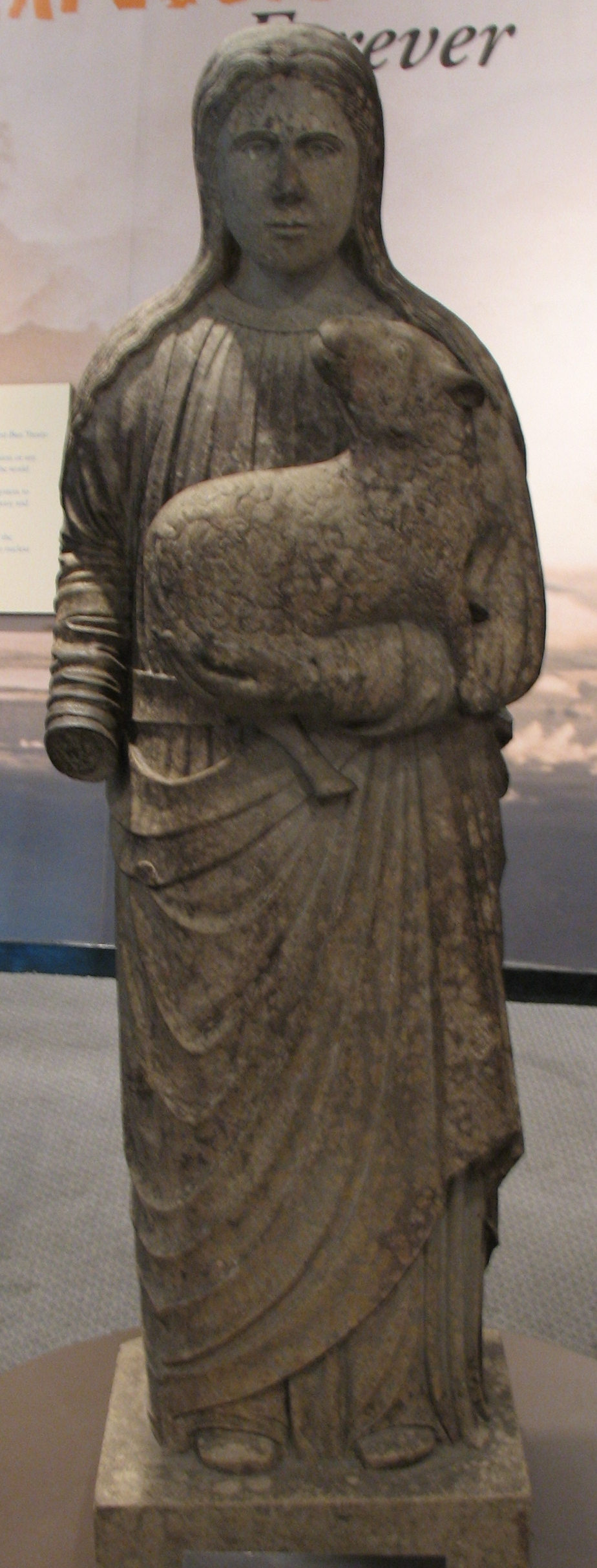
La statue de sainte Agnès (au siège des Nations unies)

Lors du bombardement atomique de Nagasaki, le 9 août 1945 la cathédrale de Nagasaki est directement touchée et complètement détruite. De très nombreux fidèles qui y sont rassemblés pour un service religieux en préparation de la fête de l’Assomption y perdent la vie. Une statue de sainte Agnès retirée des ruines se trouve aujourd’hui au quartier général des Nations unies de New York en tant que mémorial. La Vierge de Nagasaki, statue en bois miraculeusement préservée, est également devenue un symbole de paix dans le monde entier.

## Supérieurs ecclésiastiques

### Vicaires apostoliques du Japon méridional
- 1876-1884 : Bernard Petitjean MEP
- 1885-1891 : Jules Cousin MEP

### Évêques de Nagasaki
- 1891-1911 : Jules Cousin MEP
- 1912-1926 : Jean-Claude Combaz MEP
- 1927-1937 : Januarius Kyunosuke Hayasaka, démissionnaire
- 1937-1959 : Paul Aijirô Yamaguchi

### Archevêques de Nagasaki
- 1959-1968 : Paul Aijirô Yamaguchi, démissionnaire
- 1968-1990 : Joseph Asjiro Satowaki, créé cardinal en 1979, démissionnaire
- 1990-2002 : Francis Xavier Kaname Shimamoto (en), Prêtre du Prado
- 2003-2021 : Joseph Mitsuaki Takami, PSS
- 2021- : Peter Michiaki Nakamura